# Holding Out for a Hero
Holding Out for an Hero is een lied geschreven door Jim Steinman en Dean Pitchford, en oorspronkelijk opgenomen door Bonnie Tyler. Het lied werd uitgebracht in 1984 op de soundtrack van de film Footloose. Later verscheen het lied ook op Tylers album Secret Dreams and Forbidden Fire.
Het lied haalde in 1985 de tweede plaats in de hitlijst van het Verenigd Koninkrijk, en de 34e plaats in de Verenigde Staten.

## Covers
Het lied is door een groot aantal artiesten gecoverd, onder wie:
- De Britse rockband Nothing but Thieves
- Tara Leigh Cobble in 2008
- Demon Kogure voor zijn album GIRLS' ROCK √Hakurai
- Emery voor Punk Goes 80's
- Joss Stone
- Graveworm
- Frou Frou en Jennifer Saunders voor de film Shrek 2
- Opera Magna, een Spaanse powermetalband
- Nakazawa Yuko, in het Japans
- Poppunkband Amazing Transparent Man voor hun album Taking Back The Covers
- Asakura Miki in de Japanse dramaserie School Wars 1984
- Melba Moore coverde het lied live tijdens Macy's Thanksgiving Day Parade in 1989
- The Nolans
- Ajda Pekkan, met Turkse tekst

## Gebruik in media
Holding Out for a Hero is meerdere malen gebruikt in andere media, zoals in de films Short Circuit 2, Who's Harry Crumb?, Bandits (samen met Total Eclipse of the Heart), en Shrek 2. In 2023 werd de plaat ook gebruikt in The Super Mario Bros. Movie. Het lied is ook in enkele televisieseries te horen geweest, zoals de pilotaflevering van Lois & Clark: The New Adventures of Superman en Cold Case.

## Hitlijsten
1984
- Ierland - 1
- VK - 2
- VS - 34
- Duitsland - 11
- Zweden - 19
- Oostenrijk - 19
- Canada - 12
- Australië
- Nieuw-Zeeland - 33
- Japan - 38
- Zuid-Afrika
- VK (heruitgave '91) - 69
- Spanje - 6
- Italië - 30
- Zweden - 19